# La Veu de Tarragona
La Veu de Tarragona fue un periódico español editado en Tarragona entre 1913 y 1935.

## Historia
Nacido en 1913, fue un semanario órgano de la Lliga Regionalista en la provincial de Tarragona. Se editaría como diario entre 1931 y 1932, bajo la dirección del abogado Josep Castellví. Con posterioridad, sin embargo, volvería a editarse como semanario, aunque en sus últimos años atravesó muchas dificultades económicas.
Desapareció en 1935, siendo sustituido por el diario Catalònia.